# Super RTL
Super RTL je njemačka besplatna televizijska mreža u vlasništvu RTL Disney Television Limited Partnership (njemački: RTL Disney Fernsehen GmbH & Co. KG), zajedničkog ulaganja između RTL Group i Tvrtke Walta Disneyja, Walt Disney Direct-to-Consumer and International. Svaki partner posjeduje 50% kanala. Ranije kombinacija RTL Television i Disney Channel, pokrenut je 1995. godine kao zajedničko ulaganje između prethodne tvrtke RTL Group CLT-UFA i Disneyjeve divizije Buena Vista International Television Investments.

## Povijest
Super RTL seže i do Disneyjevog kanala u Sjedinjenim Državama i do RTL Televizije u Njemačkoj.

### Disney Channel
Početkom 1977., izvršni direktor Walt Disney Productions Jim Jimirro iznio je ideju o mreži kabelske televizije koja bi sadržavala televizijski i filmski materijal iz studija. Budući da se tvrtka fokusirala na razvoj Epcot centra u Walt Disney Worldu, predsjednik Disneyja Card Walker odbio je prijedlog.  Disney je oživio ideju 1982. godine, stupivši u partnerstvo sa satelitskom jedinicom Grupe W (koja je prodala svoj 50% vlasničkog udjela u jednom od ranijih rivala Disney Channel-a, Showtimeu, Viacomu otprilike u isto vrijeme. ); međutim, Grupa W u konačnici će odustati od namjeravanog zajedničkog ulaganja tog rujna, zbog neslaganja oko kreativne kontrole kanala i financijskih obveza zbog kojih bi skupina W trebala platiti 50% udjela u početnim troškovima kanala.
Unatoč tome što je izgubio grupu W kao partner, Disney Channel nastavio je sa svojim razvojem - sada isključivo pod nadzorom Walta Disney Productions i pod vodstvom prvog predsjednika kanala Alana Wagnera; Walt Disney Productions službeno je najavio pokretanje svog obiteljski orijentiranog kabelskog kanala početkom 1983. godine. Disney je kasnije uložio 11 milijuna američkih dolara u stjecanje prostora na dva transpondera satelita Hughes Communications Galaxy 1, a potrošio je 20 milijuna američkih dolara na kupnju i razvoj programa. Koncept vrhunske usluge usmjerene na obiteljsku publiku - koju bi Walt Disney Productions izabrao da razvije Disney Channel - prvi je put pokušao HBO, koji je pokrenuo Take 2 1979. godine (usluga, što je bio prvi pokušaj HBO-a) na spin-off nišnoj usluzi (prije pokretanja Cinemaxa u kolovozu 1980.), ugasio bi se nakon samo nekoliko mjeseci u eteru, a slijedilo je pokretanje mreže kućnih kina u vlasništvu Grupe W (koja je bila jedini premium kanal koji se strogo nadmetao s Disneyjevim kanalom za tu demografsku kategoriju veći dio 1980-ih, sve do 1987. godine kada je Festival pokrenut).

### Pokretanje i rane godine kao premium kanal (1983. – 1990.)
Disneyjev kanal pokrenut je na nacionalnoj razini kao premium kanal 18. travnja 1983. u 7:00  Istočno vrijeme. Prvi program ikad emitiran na kanalu bila je ujedno i njegova prva originalna serija, Dobro jutro, Mickey!, koji je prikazao klasične Disneyjeve animirane kratke hlače. U vrijeme pokretanja, program Disneyjevog programa emitirao se 16 sati svaki dan, od 7:00 ujutro do 11:00 popodne Istočno i pacifičko vrijeme  (usporedno, njegovi konkurenti HBO, Cinemax, Showtime, The Movie Channel i Spotlight svi su u to vrijeme radili po 24-satnom programskom rasporedu). Do jeseni 1983. kanal je bio dostupan za više od 532 000 pretplatnika u Sjedinjenim Državama;☃☃ taj bi se u prosincu te godine povećao na 611 000 pretplatnika.☃☃
Programiranje tijekom prikazivanja kanala kao vrhunske usluge - prelaskom na njegov prijelaz na osnovni kabelski kanal - bilo je usmjereno na djecu i tinejdžere tijekom jutra i popodneva, obitelji tijekom prajimeta i odrasle noću. Disney Channel se od ostalih premium usluga razlikovao po tome što nije stekao samo prava na emitiranje  igranih filmova, već je, uz proizvodnju vlastitih originalnih programa, emitirao nekoliko televizijskih serija koje su stečene preko korporativne sestre Buena Vista Television i drugih programa. distributeri. U svojim prvim godinama programi Disneyjevog kanala uključivali su originalne serije poput Dobrodošli u Pooh Corner i You and Me Kid, zajedno s nekoliko animiranih serija i filmova iz inozemstva, uključujući Asterix, The Raccoons, Paddington Bear i australski zapadni Five Mile Creek ; uz filmove, u originalnom kasnonoćnom rasporedu prikazane su i reprize Avantura Ozzieja i Harriet .
Dnevni raspored kanala tijekom svog postojanja kao platne usluge bio je popunjen prvenstveno serijalom namijenjenim djeci (za razliku od dnevnih postava ostalih vrhunskih usluga koje vode filmovi), prošaranih ograničenim brojem filmova - obično jednim dnevnim prilogom radnim danom, a dva ili tri filma vikendom, uz povremene dječje i animirane specijalne akcije za djecu. Noćni raspored prikazivao je kombinaciju kazališnih, napravljenih za kablove i filmove izravno na video (noviji i stariji obiteljski orijentirani filmovi prikazivali su se ranim večerima, dok su klasični filmovi - uglavnom izdanja od 1930-ih do 1960-ih - obično prikazivali tijekom kasnih večernjih sati i preko noći) i originalne specijalne ponude (prvenstveno u obliku koncerata, estradnih specijaliteta i dokumentarnih filmova ). D-TV, kratki segment koji sadrži popularnu glazbu protkanu scenama iz Disneyjevih animiranih kratkih filmova i igranih filmova, također povremeno emitiran kao punjenje između emisija. Za razliku od ostalih vrhunskih usluga, The Disney Channel odlučio je ne otkriti filmsku asocijaciju Američkog filma - dodijeljenu ocjenu prije početka prikazivanja (jedini odbojnici koji su se pojavili na početku programa označavali su programe s natpisima, kao i u rijetkim prilikama, roditeljski savjeti za igrani film).
Primarni logotip kanala (koji se koristio do 1997.) sadržavao je više linija nalik televizijskom ekranu koji je imao negativnu svemirsku siluetu glave Mickeyja Mousea; Osobne iskaznice prikazane prije emisija između 1986. i 1997. uglavnom su uključivale Mickeyja - čije su ruke samo prikazane - koji je sudjelovao u raznim situacijama (kao što je to što je imao noćnu moru u kojoj logotip "Mickey Mouse TV" progoni, a zatim proguta jednu od njegovih rukavica, Mickey brišući maglovit prozor ili Mickey koji izrađuje figure iz sjene na zidu osvijetljenom svjetiljkom) koji je prikazivao logotip koji se oblikovao ili prikazivao na razne načine. Za svoje pretplatnike kanal je pružao mjesečni (i kasnije dvomjesečni) programski vodič / magazin pod nazivom The Disney Channel Magazine, koji je osim što je sadržavao popise za programe tog kanala, imao i značajne vijesti o nadolazećim programima (časopis je također posuđivao njegovo ime za niz intersticija koji su viđeni tijekom promotivnih pauza na kanalu koji je pružao iza kulisa pogled na program The Disney Channel); Disney Channel Magazine prestao je izlaziti početkom 1997. godine, a zamijenio ga je Behind the Ears (tiskani časopis koji je također podijelio svoje ime s drugom serijom iza kulisa intersticija koji su se emitirali na kanalu od 1997. do 2000.) kao kanal počeo je primarno raditi kao komercijalni besplatni osnovni kanal.
Osim časopisa Disney Channel Magazine i DTV-a, međuprostorni segmenti koji su nadoknađivali produžene promotivne pauze između programa (obično onih koji se gledaju u okviru njegovog noćnog rasporeda) tijekom ovog razdoblja uključivali su i Disneyjev trenutak (koji sadrži isječke iz Disneyjevih igranih filmova i animiranih kratkih filmova); Backstage Pass (segmenti iza kulisa koji profiliraju predstojeće Disneyjeve filmske i televizijske projekte); Dateline Disney (generalizirani segment fokusiran na razne Disneyjeve snimljene i tematske zabavne projekte; Dateline Walt Disney World i Dateline Disneyland bili su izdanci koji su se emitirali od kasnih 1980-ih do sredine 1990-ih koji su se fokusirali na atrakcije u Disneyjevim tematskim parkovima ); Walt Disney Imagineering (fokusira se na Disneyjeve projekte od animacije do atrakcija u Disneyjevim tematskim parkovima); i Discover Magazine (informativni segment znanosti i tehnologije koji je proizveden zajedno s istoimenim časopisom ).
Kao premium kanal, Disney Channel je često prikazivao besplatne preglede u trajanju od pet dana do jednog tjedna četiri puta godišnje, kao i dva povremena pregleda samo za vikend (s oglasima ciljanim kabelskim i satelitskim kupcima koji nisu bili pretplatnici na kanal) ; to je rezultiralo time da je Disney Channel svake kalendarske godine tijekom svog mandata kao platna usluga nudio više događaja prije nego što su HBO, Cinemax i Showtime radili u tom roku. U travnju 1984., kanal je proširio svoj dnevni program na 18 sati (od 7:00 ujutro do 1:00 jesam Istočno i pacifičko vrijeme), uz dodatak dva sata na kasni noćni raspored. 1. prosinca 1986. Disney Channel počeo je s emitiranjem 24 sata dnevno.
Do rujna 1983. Disneyjev kanal bio je dostupan dobavljačima kabelskih usluga u svih 50 američkih država. U listopadu 1983. kanal je predstavio svoj prvi film napravljen za kablove, Tiger Town, koji je kanalu donio nagradu CableACE. Prvi klasični Disneyjev animirani film koji se emitirao na kanalu, Alisa u zemlji čudesa, premijerno je prikazan na mreži u siječnju 1984. Do siječnja 1985. program programa dosegao je 1,75 milijuna pretplatnika, u to je vrijeme kanal postigao profitabilnost.
Početkom 1986. godine na kanalu je premijerno prikazan glazbeni sitcom Kids Incorporated; serija je bila usredotočena na grupu prijatelja prije tinejdžera (a kasnije i za tinejdžere) koji su osnovali pop glazbenu skupinu, miješajući svoje svakodnevne situacije s estradnim emisijama i izvedbama u glazbenom video spotu. Uključujući popularne i novije pjesme koje je glumačka ekipa izvodila (od kojih su neke pojedini tekstovi ublaženi kako bi bili primjereniji dobi), postao je hit za Disney Channel, iznjedrivši brojne buduće zvijezde u glazbenom i glumačkom svijetu devetogodišnja trka, uključujući Martiku (koja se zvala pravim imenom, Marta Marrero, tijekom prve sezone showa); eventualni suigrači iz Party of Five, Scott Wolf i Jennifer Love Hewitt (naplaćeno kao Love Hewitt); i Stacy Ferguson (kasnije članica grupe The Black Eyed Peas, kao i samostalna umjetnica, pod umjetničkim imenom "Fergie").
U svibnju 1988. Disney Channel počeo je kodirati signal kako bi spriječio neovlašteno gledanje korisnika kućnih satelitskih antena koji se nisu pretplatili na uslugu. Tog kolovoza kanal je predstavio seriju koncertnih specijala pod nazivom Going Home, s prvim takvim specijalom u kojem su sudjelovali Ashford i Simpson. Iste godine debitirala je Good Morning, Miss Bliss, glavno vozilo Hayley Mills (iz Polyanne i The Parent Trap slave). Nakon otkazivanja od strane Disney Channel-a nakon 13 epizoda zbog niske gledanosti, seriju je preuzeo NBC 1989. godine, a preuređivao je kao Saved by the Bell, a jedini su bili Mark-Paul Gosselaar, Dustin Diamond, Lark Voorhies i Dennis Haskins glumci iz Miss Bliss koji su prebačeni u novi show; renovirana serija postala je hit kao dio NBC-ove subotnje jutarnje postave (u tom procesu proizvela dva spinoffa) i kroz svjetsku sindikaciju .
U travnju 1989., kanal je oživio jednu od Disneyjevih ranih televizijskih spona s potpuno novim klubom Mickey Mouse (kasnije poznatim kao jednostavno MMC ); postao je neposredni hit koji je dokazao da je Disneyjeva osnovna formula estrade još uvijek djelovala u moderno doba (za razliku od kratkotrajnog preporoda 1970-ih ). Ova je verzija sadržavala mnogo elemenata predstavljenih u originalnoj seriji od "tematskih dana" do ažuriranih jakni za mišice, ali scenaristički i glazbeni segmenti bili su suvremeniji (sadrži široku kombinaciju pop, rock i R&B umjetnika u glazbenim izvedbama, kao i skice i serijske publikacije poput Emerald Cove i Teen Angel ). MMC je služio kao lansirna rampa za nekoliko budućih zvijezda poput Christine Aguilere, Britney Spears, Ryana Goslinga, Keri Russell, JC Chaseza i Justina Timberlakea .
U kolovozu 1989., kanal je pokrenuo seriju intersticijskih segmenata nazvanih The Disney Channel Salutes The American Teacher ; kanal je nakon toga počeo emitirati American Teacher Awards u studenom 1991. Do siječnja 1990. Disney Channel imao je oko pet milijuna pretplatnika širom zemlje. U svibnju te godine Disney Channel osvojio je prvu dnevnu nagradu Emmy za originalni film izrađen po kablu Looking for Miracles, dokumentarni film Calgary '88: 16 Days of Glory i specijalni A Conversation with... George Burns, kao i prva nagrada Peabody za televizijski film Mother Goose Rock 'n' Rhyme. 

### Kao hibridni premium/osnovni kanal (1990. – 1997.)
1. rujna 1990. TCI-jev sustav Montgomery, Alabama postao je prvi davatelj usluga kabelske televizije koji je taj kanal nosio kao osnovnu kabelsku uslugu. Godine 1991. osam dodatnih davatelja kablovskih usluga prijavilo se da premjeste kanal na svoje proširene osnovne kabelske razine, a prvi koji je izvršio prijelaz (kao probni rad) bili su sustavi Jones Intercablea u Fort Myersu i okrugu Broward na Floridi. Ostali davatelji usluga kabelske televizije na kraju su počeli premještati kanal na svoje osnovne razine, bilo eksperimentalno ili na puno radno vrijeme. Iako su glavni pružatelji usluga, poput Cox Communications i Marcus Cable, počeli nuditi Disney Channel na osnovnim razinama, rukovoditelji tvrtke Walt Disney Company porekli su da kanal planira pretvoriti u osnovnu uslugu podržanu oglasima, navodeći da je prelazak s premium na osnovni kabel na nekim sustavima bio je dio petogodišnje "hibridne" strategije koja je pružateljima usluga omogućila da kanal ponude u bilo kojem obliku.
1991. Disney Channel testirao je dvokanalnu Multipleks uslugu na dva kabelska sustava (HBO, Cinemax i Showtime također su pokrenuli vlastite multipleks usluge iste godine, međutim Disney Channel nije htio napraviti vlastitu multipleks uslugu) trajna za razliku od ostalih). Do 1992. godine, Nielsen Media Research procjenjuje da je trećina pretplatničke baze kanala odrasla osoba koja nema djecu; a do 1995. njegova se pretplatnička baza proširila na 15 milijuna kabelskih kuća, od kojih je osam milijuna plaćalo dodatnu mjesečnu naknadu za primanje kanala.
U ožujku 1992. na kanalu je predstavljen originalni dječji program Adventures in Wonderland, suvremena živa radnja Alice u zemlji čudesa (koja je, pak, temeljena na romanu Alice kroz ogledalo). U rujnu 1992., kanal je počeo prikazivati Disneyjevu seriju Simfonijskih orkestara mladih glazbenika, koja se emitirala godišnje do 1998. U čast svoje 10. godišnjice, kanal je započeo autobusnu turneju po cijelom gradu od 14 gradova koja je započela u travnju 1993. Do siječnja 1995. Disneyjev kanal bio je dostupan za 12,6 milijuna pretplatnika; u razdoblju od 1994. do 1995. najveći je pretplatnik porastao s 4,87 milijuna kućanstava s kabelskom televizijom koja je dodala kanal. U ožujku 1995. na Tajvanu je pokrenuta prva međunarodna usluga Disney Channel. Te je godine na kanalu premijerno prikazan dokumentarni film Anne Frank Remember; taj bi film zaradio Oskarovu Nagradu za najbolji dokumentarac 1996.

### RTL Television
S druge strane, RTL je počeo emitirati program s VHF kanala E7 (sustav B, boja PAL) u Luksemburgu 2. siječnja 1984. godine. Imala je samo teoretsku publiku od približno 200 000 do 1988. godine, kada je preselila svoje sjedište u Köln, Njemačka; prije toga smatrala se postajom sa sjedištem u Luksemburgu.
RTL, koji je započeo kao njemačka verzija Radio Luksemburga, započeo je s niskim proračunom, a mnogi od ranih voditelja jednostavno su predstavili verzije svojih radio formata prilagođenih televiziji. Jedan od ranih uspjeha bio je kviz Ein Tag wie kein anderer (Dan kao nijedan drugi), u kojem su se natjecatelji natjecali za odmor.
RTL plus bio je poznat u svojim ranim godinama po prikazivanju niskobudžetnih filmova i američkih programa. 1988. bio je to drugi najgledaniji kanal.
Nakon ponovnog ujedinjenja 1990., emitiranje je prošireno na cijelu zemlju. RTL se preselio u Köln i dobio pravo emitiranja na besplatnim frekvencijama. Iste godine RTL je stekao prvo pravo na njemačku nogometnu prvu ligu. Povoljne ponude za Cannon i Universal Studios napokon su za kanal dale još filmova visokog profila. 2012. godine RTL je sklopio ugovor s Walt Disney Studios Motion Pictures da emitira filmove iz svoje medijske biblioteke do 2016. godine, kada prelazi na Universal, jer je Disney Channel ponovno pokrenut kao besplatni kanal koji se natječe s RTL-om.

### CLT-UFA i Disney udružuju snage
Dana 24. kolovoza 1994., ostavkom Jeffreyja Katzenberga, dogodila se reorganizacija tvrtke Disney, u kojoj je Richard Frank postao šef novoosnovane Disney Television and Telecommunications (DTT), koja je uključivala Walt Disney Television International, koja je držala Disneyjev Super RTL ulog. RTL Disney Fernsehen GmbH & Co. KG osnovana je 1995.

### Super RTL
Super RTL konačno je pokrenut 28. travnja 1995., a Winnie the Pooh je bio njegov prvi program. Spajanje Disney-CC/ABC dovelo je do podjele DTT-a u travnju 1996., Walt Disney Television International premješten je u Capital Cities/ABC istog mjeseca. CC / ABC kombinirao je međunarodne jedinice, Walt Disney Television International i ACIBG, u Disney–ABC International Television (DAIT) u srpnju.
Turneja zabave i akcije, manifestacija za djecu širom Njemačke, započeta je 1997. godine, a sudjelovala je u likovima TV programa. Turneja je kasnije preimenovana u Toggo Tour. Sljedeće godine kanal je postao kanal s najviše pogleda od strane ciljane dobne skupine starih od 3 do 13 godina.
Godine 1999. zajedničko ulaganje vidjelo je da je njegov kanal ostvario neto dobit od 4,5 DM milijuna, pokrenula je svoju web stranicu i pokrenula Agenciju za licenciranje Super RTL-a kako bi ostvarila više prihoda od licenciranja za TV. Novi izvršni direktor, Claude Schmit, preuzeo je pothvat 2000. godine. 
Također 2000. godine, predškolsko programiranje nosi oznaku "Toggolino". Klub Toggolino pokrenut je 2002. godine i nudi plaćeni sadržaj obrazovanja djece predškolskog uzrasta.
Kišobran marke Toggo 2001. za sve aktivnosti za djecu od 6 do 13 godina. 2002. izdavačka kuća Sony BMG, Berlin Records, izdala je prvi glazbeni CD Toggo. Super RTL je počeo koristiti oznaku ocjene 'Obiteljski crtić' 2006. godine za obiteljsko gledanje prikladnih animiranih filmova prikazanih u petak i subotu navečer.
Vladini regulatorni organi za medije 2005. godine Super RTL-u dodijelili su dozvolu za emitiranje predškolskog TV programa Toggolino TV. Međutim, Toggolino TV nikada nije pokrenut. Bertelsmann je predao platformu za učenje Scoyo Super RTL-u 2009. godine. Sredinom 2013. Super RTL, RTL II i još četiri RTL kanala bili su dostupni putem Zattoo prijenosa uživo uživo Zattoo u okviru prvog dogovora između njemačkog emitera i vodeće platforme.

### Disney Channel u Njemačkoj
Najavom pokretanja besplatne njemačke verzije Disney Channel-a koja je prouzrokovala gubitak Disneyjevog programa, Super RTL je u listopadu 2013. potpisao ugovor o količini s Warner Bros. Television Studios i Sony Pictures Television za animirane značajke i DreamWorks Animation (DWA) za 1.200 sati programiranja do 2020. Dogovor za DWA uključivao je emisije iz biblioteke Classic Media. Kanal je također stekao program kako bi navečer proširio svoje poglede s još TV emisija za odrasle koje će debitirati na rasporedu u jesen 2014. ABC Family - Pretty Little Liars, ABC - Once Upon a Time and Scandal i nadnaravna serija Syfy - Lost Girl. Od 1. siječnja 2014. Disneyjev program napustio je kanal jer je emitirana verzija Disney Channel-a pokrenuta 17. siječnja. Međutim, Disney će i dalje držati svoj udio u postaji.
RTL Disney TV LP pokrenuo je svoje usluge pretplate na zahtjev Kividoo za video na zahtjev (SVOD) 28. travnja 2015. U veljači 2016. RTL Disney Television LP dobio je odobrenje za drugi kanal od povjerenstva za koncentraciju protiv medija KEK. dodijelio je tvrtki desetogodišnju licencu. Dana 15. ožujka, RTL Disney TV objavila je da se naziv drugog kanala zvao "Toggo plus" nakon što je dobio dozvolu za emitiranje od komisije za licenciranje i nadzor nad medijskim vlastima ZAK. Toggo Plus trebalo je lansirati 4. lipnja 2016. Super RTL nastavio je širiti svoju marku Toggo s planovima da krajem svibnja 2020. pokrene radio kanal Toggo, prvi njemački kanal za djecu i obitelj.

## Programiranje

### Programski blokovi
Tijekom cijelog dana Super RTL podijeljen je u 3 različita bloka:
- Toggo (2001. do danas) je mrežni dječji programski blok i kišobran za dob od 6 do 13 godina.[26] U 2016. godini njegova marka i programi dodani su u novu mrežu, Toggo Plus, dodajući još jedan sat ujutro. Uz ovu promjenu, blokada će biti 15 sati dnevno.
- Toggolino emitira emisije usmjerene prema predškolskoj publici. Marka je prvi put korištena 2000. godine.

## Povezane usluge
- Kividoo: je pretplata na video na zahtjev (SVOD) pokrenuta 28. travnja 2015. s dječjim emisijama hollywoodskog studija DreamWorks Animation, Studio Hamburg, ZDF Enterprises, HIT Entertainment, BBC Studios i njemačke izdavačke kuće Tessloff Verlag.[23]
- Toggo Plus: Mreža Toggo Plus vremenski bi pomaknula programski blok Toggo Super RTL-a za sat vremena odgode, a blok Toggo dodao je još sat vremena ujutro. Ova bi mreža dodala još jedan sat nakon završetka rasporeda bloka. Infomercials bi ispunio preostalo vrijeme.[26]
- Toggo Radio: internetski je radio kanal pokrenut krajem svibnja 2020. Kanal će biti Super RTL platforme, mrežni radijski agregati i pametni uređaji, ali u početku ne FM ili Digitalno emitiranje zvuka. Sadržaj se sastoji od glazbe na ljestvicama, dječjih pjesama i radijskih igara.[30]

## Vanjske poveznice
- superrtl.de (na Njemačkom)
- Službena stranica TOGGO TV (na Njemačkom)